# Drávidské jazyky
Drávidské jazyky tvoří jazykovou rodinu, která zahrnuje zhruba 73 jazyků. K hlavním drávidským jazykům patří tamilština, malajálamština, kannadština a telugština. Jsou rozšířeny především v jižní Indii (ale i jejích dalších částech) a na severovýchodě Srí Lanky, částečně také v Nepálu, Pákistánu, Bangladéši, Afghánistánu, Íránu, Malajsii a Singapuru.
Drávidskými jazyky hovoří přibližně 222 milionů mluvčích, tedy asi 3,4 % lidstva.
Dělí se v zásadě na 5 větví, ale jednu z nich tvoří osamocená bráhujština, kterou hovoří asi 800 tisíc lidí v Pákistánu:
- jižní: tamilština, malajálamština, kannadština, toda, tulu, kota
- středojižní: telugština, gondi
- střední: pardži
- severní: kurukhi
- bráhujština

Z hlediska typologického patří do skupiny jazyků aglutinačních, typické je pro ně ohýbání, postpozice a retroflexivní souhlásky.